# Xenochaetina opaca
Xenochaetina opaca är en tvåvingeart som beskrevs av Friedrich Georg Hendel 1936. Xenochaetina opaca ingår i släktet Xenochaetina och familjen lövflugor. Inga underarter finns listade i Catalogue of Life.